# Storloken, Härjedalen
Storloken är en sjö i Härjedalens kommun i Härjedalen och ingår i Ljusnans huvudavrinningsområde.